# Tombos
Tombos – miasto i gmina w Brazylii, w stanie Minas Gerais. Znajduje się w mezoregionie Zona da Mata i mikroregionie Muriaé.
W mieście ma siedzibę klub piłkarski Tombense FC.